# Miltochrista linga
Miltochrista linga là một loài bướm đêm thuộc phân họ Arctiinae, họ Erebidae.